# Nachtstücke (Schumann)

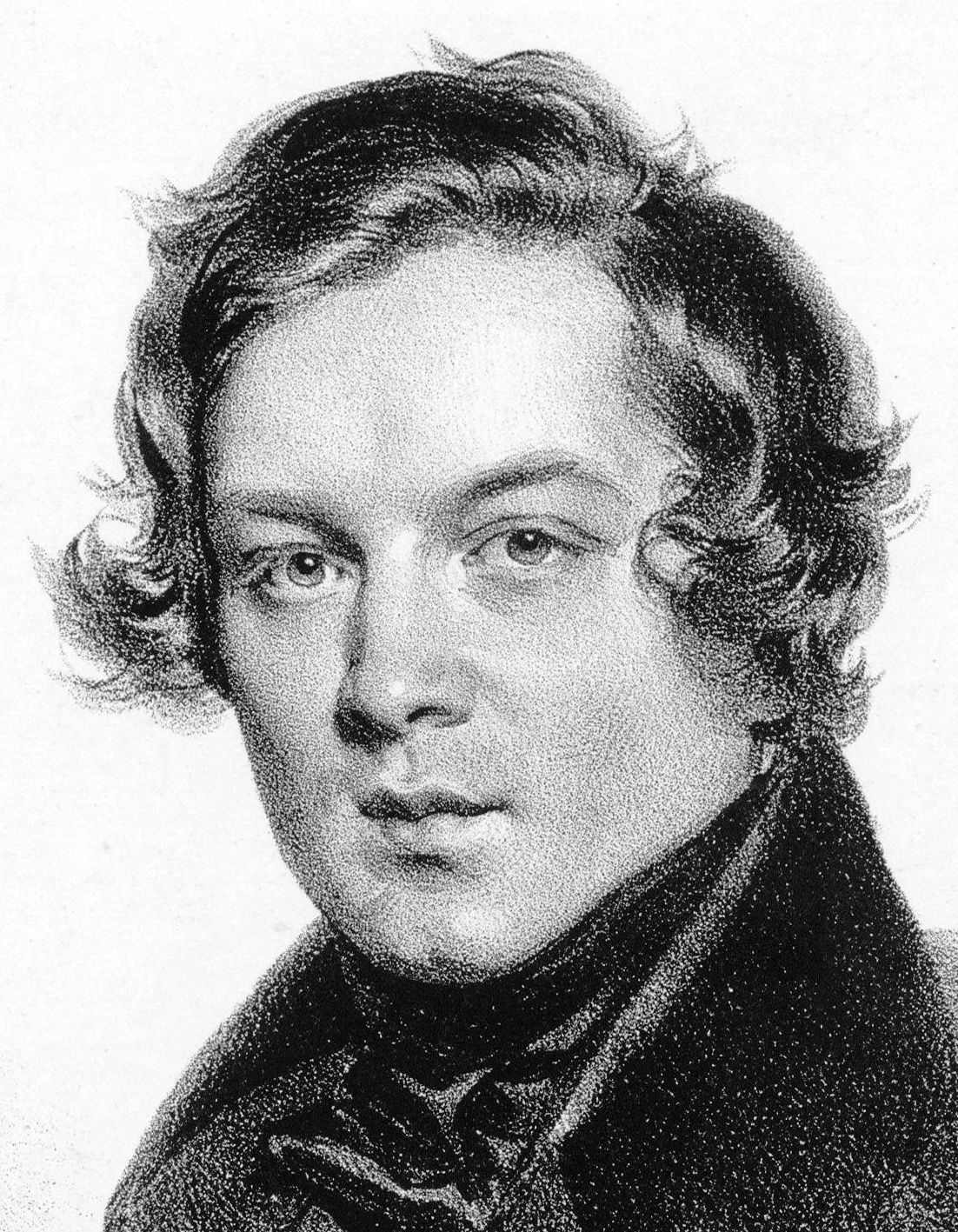
Robert Schumann en 1839.

Nachtstücke (Piezas nocturnas), Op. 23 es un ciclo de cuatro piezas de carácter para piano compuestas por Robert Schumann en 1839 y publicadas un año después, cuando el compositor tenía treinta años. El título proviene de los relatos homónimos de Ernst Theodor Amadeus Hoffmann a los que las distintas piezas de carácter están vinculadas por su atmósfera sombría. La obra dura unos veinte minutos.

## Historia
Estas obras fueron compuestas en 1839 junto con Faschingsschwank aus Wien y su publicación tuvo lugar al año siguiente. El Intermezzo de Faschingsschwank se publicó originalmente como suplemento de la revista Neue Zeitschrift für Musik y era identificado como un "fragmento de las Nachtstücke que aparecerán en breve". Schumann previó para las cuatro piezas los siguientes títulos, que no se llegaron a incluir en la edición original:
1. Trauerzug (Cortejo fúnebre)
2. Kuriose Gesellschaft (Curiosa compañía)
3. Nächtliches Gelage (Juerga nocturna)
4. Rundgesang mit Solostimmen (Rondalla con voces solistas)

### Muerte de un hermano

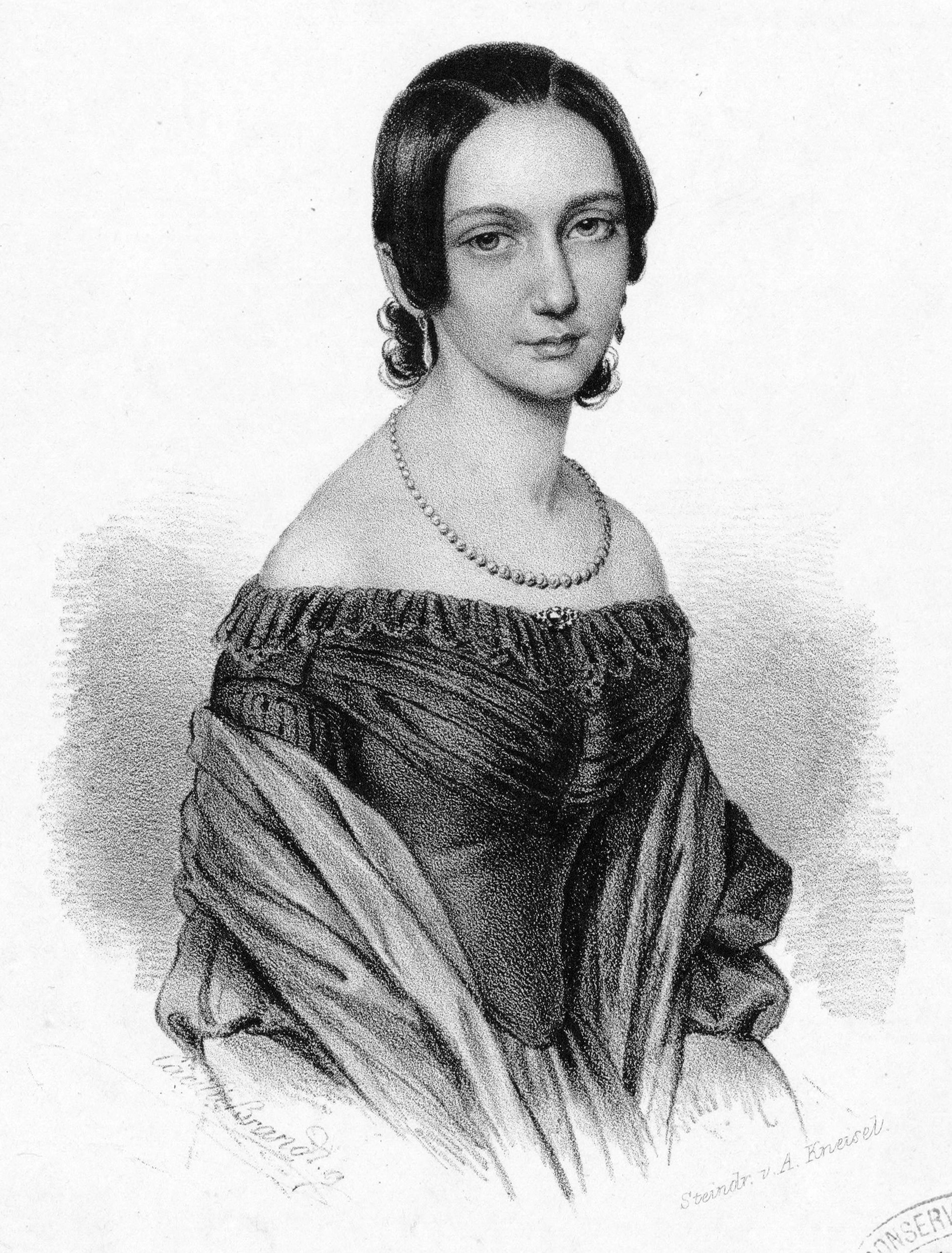
Clara Wieck en 1838.

Schumann escribió las Nachtstücke en condiciones de extrema tensión. Estaba pasando el invierno en Viena. El 30 de marzo de 1839 recibió una carta sobre la inminente muerte de su hermano mayor Eduard (1799-1839), que podía suponer un desastre económico para el negocio editorial de su familia. En una misiva a su prometida Clara Wieck escribió:

«¿No me dejarías si ahora me convirtiera en un hombre muy pobre y te dijera que me dejaras porque no te traería más que penas?»

Debido a que había tenido premoniciones de la muerte de su hermano, quiso llamar a su nueva composición Fantasía Cadáver.

«Siempre veía cortejos fúnebres, ataúdes, gente infeliz y desesperada. [...] A menudo estaba tan afligido que se me saltaban las lágrimas y no sabía por qué; entonces llegó la carta de Therese [la mujer de Eduard] y comprendí por qué.»

Mientras trabajaba en su Fantasía cadáver, Robert siempre se quedaba bloqueado "en un lugar en el que parecía que alguien estaba sollozando 'Oh Dios' desde un corazón apesadumbrado".
Schumann se marchó de Viena a Zwickau el 5 de abril de 1839, un día antes de que su hermano muriera allí. De hecho no asistió al funeral. Escribió a Clara:

«A las tres y media de la madrugada del sábado, mientras viajaba, escuché un coral de trombones: era el momento en que Eduard murió. [...] Todavía me siento aturdido por todo el esfuerzo. [...] Sin ti hace tiempo que estaría donde él está ahora.»

Robert acabó haciendo caso al consejo de Clara sobre el título de la obra: "El público no entenderá lo que quieres decir y le molestará. Creo que deberías conformarte con el título general Piezas nocturnas".

### Fantasía fúnebrede Schiller
Los poetas del siglo XVIII eran al parecer menos escrupulosos. Friedrich von Schiller escribió una Leichenphantasie que puede haber inspirado a Schumann. La apertura encaja con el estado de ánimo del Cortejo fúnebre de Schumann:
| Mit erstorbnem Scheinen Steht der Mond auf todtenstillen Hainen, Seufzend streicht der Nachtgeist durch die Luft – Nebelwolken schauern, Sterne trauern Bleich herab, wie Lampen in der Gruft. Gleich Gespenstern, stumm und hohl und hager, Zieht in schwarzem Todtenpompe dort Ein Gewimmel nach dem Leichenlager Unterm Schauerflor der Grabnacht fort. [...] | En lo alto la luna, muerto su brillo, Sobre la arboleda de la muerte levanta su cabeza, Suspirando revolotea el espectro a través de la penumbra... Las nubes brumosas tiemblan, Las estrellas pálidas tiemblan, Mirando hacia abajo, como lámparas dentro de una tumba. Como un espíritu, todo silencioso, pálido y débil, Marchan en procesión oscura y triste, Hacia el sepulcro avanza una multitud, Vestida con los lúgubres emblemas de la noche. [...] |

### Rasgos románticos
No existe una relación programática evidente entre las Piezas nocturnas de Schumann y las narraciones de E. T. A. Hoffmann recogidas bajo el mismo título, pero el ambiente fantástico, lúgubre y macabro es semejante.

## Estructura y análisis
La obra consta de las siguientes Nachtstücke o piezas nocturnas:
1. Trauerzug (Cortejo fúnebre), en do mayor.
2. Kuriose Versammlung (Curiosa reunión), en fa mayor.
3. Nächtliches Gelage (Juerga nocturna), en re bemol mayor.
4. Rundgesang mit Solostimmen (Rondalla con voces solistas), en fa mayor.

### Nachtstück n.º 1 Trauerzug
La primera pieza nocturna se titula Trauerzug (Cortejo fúnebre) y tiene la indicación Mehr langsam, oft zurückhaltend que significa "Más lento, a menudo frenando" haciendo referencia al tempo. Está escrita en la tonalidad de do mayor. La imagen de un fantasmal tanteo es evocada por los cortos acordes de corchea en piano, la incertidumbre armónica –sólo después de ocho compases alcanzamos un seguro do mayor– y por último, y no menos importante, el desplazamiento rítmico del compás fuerte. En la militarmente solemne marcha fúnebre de Beethoven y Chopin, el ritmo punteado enfatiza naturalmente el tiempo muerto. En Schumann todavía tenemos algunos rudimentos de este ritmo de marcha militarista, pero irónicamente está colocado en el tiempo 'equivocado' enfatizando el cuarto tiempo y creando una sensación de vacilación burlona.
El motivo repetido característico de segundas descendentes (si bemol–la–sol–fa–mi, fa–mi–re–do–si) seguido de una inversión ascendente modificada (do–re–mi–mi–mi), y con una figura rítmica con puntillo en la tercera y cuarta notas recuerda claramente a la frase ostinato característica del cuarto movimiento de la Sinfonía fantástica de Héctor Berlioz, que se titula "La procesión a la hoguera" ("Marche au supplice") (véanse las secciones 50-52 compases 17 y siguientes). Robert había escrito una crítica de la sinfonía de Berlioz en Neue Zeitschrift für Musik cuatro años antes, en 1835, que fue con mucho el más largo de sus artículos. Theo Hirsbrunner ha señalado otros signos de influencia de Berlioz en Schumann. La misma idea se utiliza como apertura para la siguiente pieza nocturna en forma variada (segundas descendentes y ascendentes por grados conjuntos, con una característica acentuación de la negra del pulso débil, que recuerda de nuevo a la semicorchea ascendente del tema ostinato del cuarto movimiento de la Sinfonía fantástica). El tema se recapitula de forma heroica antes de desplomarse en la nada. Las omisiones de acordes y los subsiguientes "agujeros melódicos" de los últimos cuatro compases prefiguran las técnicas del siglo XX.

### Nachtstück n.º 2 Kuriose Versammlung
La segunda pieza nocturna se titula Kuriose Versammlung (Curiosa reunión) y tiene la indicación Markiert und lebhaft que significa "Marcado y animado". Está escrita en fa mayor. En esta pieza hay frecuentes digresiones y constantes cambios de humor que pasan de la mofa jocosa a la diversión bufonesca y coqueta, provocan una carencia de cohesión. El título programático indica que este efecto era probablemente la intención de Schumann. Es bastante monótona en cuanto a motivos, recuerda con sus elementos caprichosos por un lado y contrapuntísticos por otro, una visión macabra de un cementerio.
La cualidad mecánica de la parte central hace pensar en un autómata (el mecanismo se detiene en el ritardando, c. 93-94). La concepción de una "persona" artificial cautivó la imaginación de los románticos y los autómatas son habituales entre escritores como E. T. A. Hoffmann o Edgar Allan Poe (1809-49). Carl Reinecke incluyó "Los autómatas del padrino Drosselmeyer" del cuento El cascanueces y el rey de los ratones de Hoffmann en su composición para piano a cuatro manos del cuento. La narración de Hoffmann Der Sandmann (El hombre de arena) de Nachtstücke presenta a la famosa autómata Olimpia. Nathanael, que es el personaje principal de esta narración, se enamora de Olimpia y olvida a su verdadero amor, Clara.

### Nachtstück n.º 3 Nächtliches Gelage
La tercera pieza nocturna se titula Nächtliches Gelage (Juerga nocturna) y tiene la indicación Mit großer Lebhaftigkeit que significa "Con gran vivacidad". Está escrita en re bemol mayor. Se abre otro mundo tanto pianística como sonoramente en esta en la eficaz y animada pieza en re bemol mayor, cuyo ímpetu y motricidad salvaje recuerdan las exuberantes fantasías de danza (Davidsbündlertänze, Op. 6 y Carnaval, Op. 9) de los anteriores ciclos para piano. Este número puede describirse como un "Faschingsschwank nocturno" o escena de carnaval nocturna y hay similitudes inconfundibles entre estas dos piezas escritas en Viena. 
Los animados movimientos de corcheas, interpretados primero por la mano izquierda y luego también por la derecha, se ven interrumpidos por un grotesco capriccio (c. 165-204) en fa sostenido menor, marcado por un staccato, al que sigue una coda. Pero la pasión es menos saludable en el Nachtstücke. Un anhelo embriagado estalla en impulsivos estallidos de energía seguidos de un deleite extático. Estas indulgencias son interrumpidas por dos intermezzos, el primero un siniestro murmullo de agitación reprimida, el segundo un fantasmal Wilde Jagd o Cacería salvaje. Fragmentos aparentemente no relacionados, estos episodios tienen una estrecha relación motívica: el primer intermezzo está formado por la sección de cierre del tema principal y el segundo imita el clímax de la sección en la bemol mayor del tema principal.

### Nachtstück n.º 4 Rundgesang mit Solostimmen
La cuarta pieza nocturna se titula Rundgesang mit Solostimmen (Rondalla con voces solistas) y tiene la indicación Ad libitum. Einfach que significa "Libremente. Simple". Está escrita en fa mayor, al igual que la primera pieza del conjunto. Recuerda al ritmo de marcha del Cortejo fúnebre, pero se ha modificado a una melodía popular simple, a la que se han agregado arpegios similares a los del laúd y se ha "corregido" el desplazamiento del ritmo con puntillo, evocando una sensación de consuelo. La melodía se popularizó en las iglesias inglesas bajo el nombre de Canonbury. En 2013 se incorporó al himnario católico Gotteslob (O Gott, dein Wille schuf die Welt, n.º 628). La introducción extremadamente lacónica es una exclamación felizmente superflua de Eusebius anunciando un epílogo conclusivo.
A menudo se critica a Schumann por emplear la estructura meramente como un marco sobre el que extender los temas. La "incoherencia" resultante se suele atribuir al deterioro de la salud mental del compositor. Sin embargo, el hecho es que la predilección de Schumann por las alusiones ha hecho que muchas relaciones sean demasiado sutiles para los sentidos del analista no artístico.